# Nikołaj Zubow (1763–1805)
Nikołaj Zubow (1763–1805) – rosyjski wojskowy, najstarszy z braci Zubowów. Młodsi odeń byli Płaton Zubow i Walerian Zubow.

## Życiorys
Rozpoczął służbę w gwardii konnej. Jego młodszy brat Płaton Zubow - faworyt Katarzyny II wspomógł jego karierę. W roku  1789 Nikołaj awansował na podpułkownika, następnie brał udział w II wojnie tureckiej.
W czasie insurekcji kościuszkowskiej 26 czerwca 1794 roku stoczył bitwę pod Sołami z dywizjami Jakuba Jasińskiego i Jerzego Franciszka Grabowskiego.
Już jako pułkownik przywiózł do Petersburga wiadomość o zwycięstwie nad Rymnikiem. Był jednym z zabójców Pawła I. Prawdopodobnie zadał mu pierwszy cios złotą tabakierą.